# Аборти в Північній Македонії

Правовий статус абортів у світі:
Легальний
Легальний при зґвалтуванні та за медико-соціальними показниками
Легальний у випадках (або заборонений, окрім випадків) зґвалтування, медико-соціальних протипоказань
Заборонений, окрім випадків зґвалтування та медико-соціальних протипоказань
Заборонений, окрім випадків загрозі життю жінки та при наявності психічних і патологічних протипоказань
Заборонений без виключень
Відмінності за регіонами
Відсутні дані

Аборти в Республіці Македонія є законними за запитом жінки протягом перших 10 тижнів вагітності. Після 10 тижнів процедуру дозволено проводити в тих випадках, коли здоров'я або життя жінки перебуває в небезпеці, коли очікується, що майбутня дитина матиме серйозні дефекти, якщо вагітність є результатом згвалтування, або на жіноче здоров'я впливають несприятливі обставини. 
Жінка та її чоловік мають отримати інформацію про можливі шкідливі наслідки переривання вагітності, а також про засоби запобігання небажаній вагітності. 
Аборт має право виконати лише акушер-гінеколог у медичній установі, яка відповідає певним мінімальним стандартам. До 2013 року цю процедуру повинна була схвалити комісія в складі акушера-гінеколога, терапевта або фахівця з внутрішньої медицини, і соціального працівника або психолога. Від часу прийняття спірного антиабортного закону 2013 року, запит на проведення аборту після 10 тижнів потрібно подавати в Міністерство охорони здоров'я. Жінка, яка прагне процедури, має підтвердити, що вона пройшла консультацію, повідомила свого партнера і зустрілася з гінекологом. 
Закон про аборти 1977 року, прийнятий, коли Північна Македонія була частиною Югославії, залишався майже без змін до 2013 року. Закон про аборти 2013 року прийнято за прискореною парламентською процедурою, яка обмежила дискусії. Цей крок розкритикували 6 членів Європейського парламенту. Його назвали обмеженням прав жінок з боку опозиції.
Уряд Македонії, спираючись на Македонську православну церкву, також проводить рекламні кампанії проти абортів, спрямовані на підвищення народжуваності в країні.
На своєму пікові 1986 року, кількість абортів у Республіці Македонія була 70,6 на 1000 жінок віком 15-44 років. Їх рівень впав після здобуття незалежності, до 28,5 у 1996 році. Станом на  2010 рік кількість абортів становила 11,1 на 1000 жінок віком 15-44 років.